# Mampato: Mata-ki-te-rangui
Mata-ki-te-rangui es el séptimo volumen de la colección “Las aventuras de Ogú, Mampato y Rena”, del dibujante y argumentista Themo Lobos, publicado por Dolmen Ediciones en Chile, en diciembre de 1998.

## Trayectoria editorial
La historieta fue creada por Lobos en la revista infantil-juvenil Mampato, de Editorial Lord Cochrane, de Chile. Allí, finalizando la aventura en Bagdad en el n.º 92, Themo anunciaba su siguiente aventura con el nombre de Mampato y Ogú en Rapa Nui, la cual comenzó en el número 93, de octubre de 1971, y tomó 11 entregas, terminando en el n.º 104, del 12 de enero de 1972. 
Fue reeditada por su autor en la revista Cucalón n.º 31 y 32, durante 1988.

## Argumento
Mampato, deseoso de descifrar los misterios de la Isla de Pascua o Rapa Nui, viaja con su amigo Ogú a la época cuando los famosos moái fueron esculpidos, que coincide con aquella del reinado de los Arikis u «orejas largas», que tienen dominado al pueblo de los «orejas cortas». Se hacen amigos de Marama, una isleña muy simpática, del pueblo de los orejas cortas, quien los lleva a su aldea y les sirve de guía. Después de pasar varias aventuras son testigos de la colocación de un moái y de la rebelión de los orejas cortas contra los Arikis. En lengua rapanui, Mata ki te rangi significa «ojos que miran al cielo» y alude a los misteriosos moais.

## Adaptaciones a otros medios
En esta historieta se inspiró la película de dibujos animados Ogú y Mampato en Rapa Nui, del año 2002.
- Datos: Q5990946